# 와습

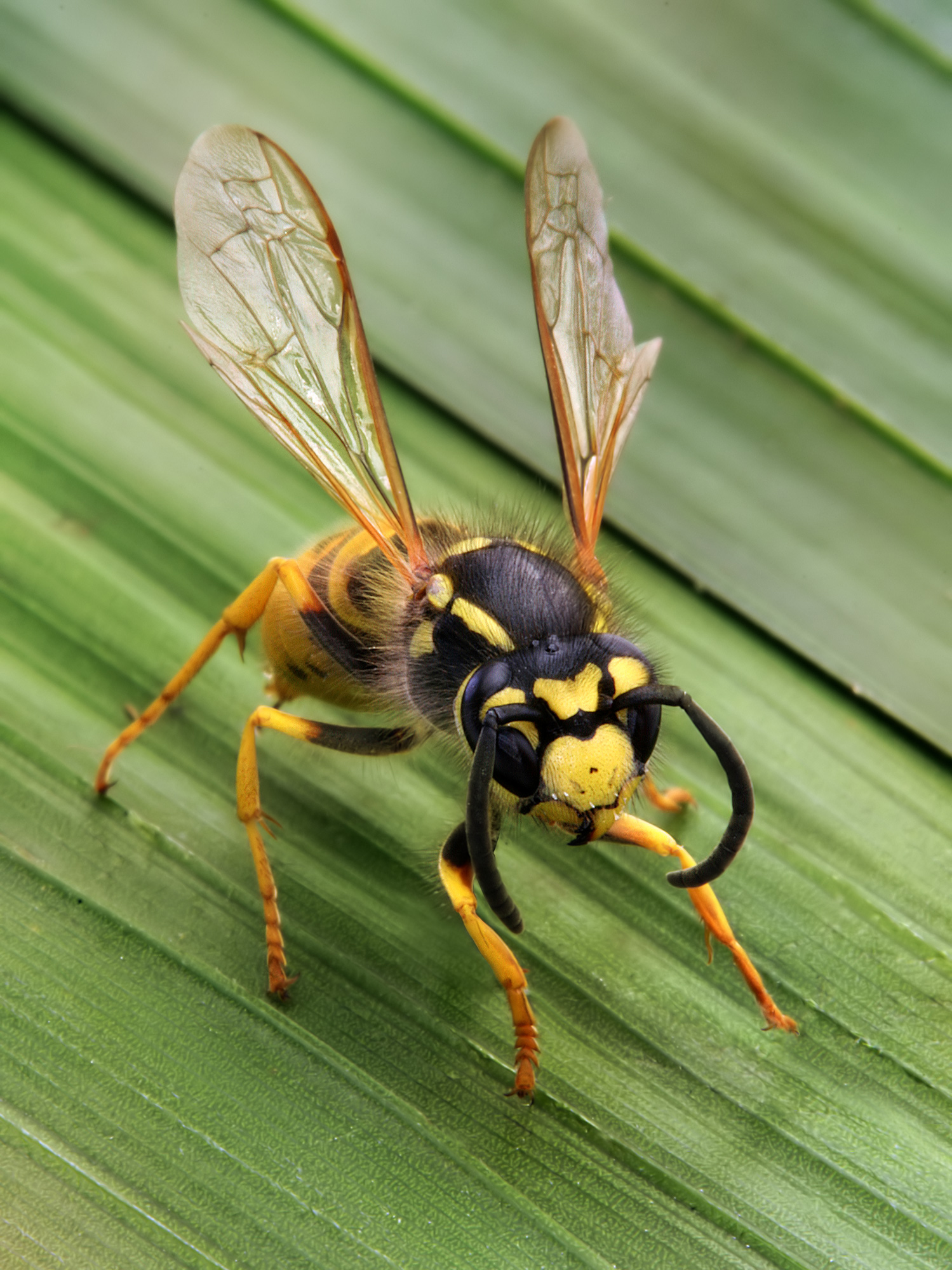

와습 또는 와스프 (Wasp)는 꿀벌류 (bee) 나 잎벌류 (sawfly) 가 아닌 벌 (곤충)을 의미하는 단어로 벌아목 중 꿀벌류나 개미류 (ant) 가 아닌 곤충을 가리킨다. 이는 여러 인도유럽어족 언어들에 존재하는 단어이다. 한국어에는 존재하지 않고, 다만 사람에 따라 넓은 뜻으로 "말벌류"를 말벌, 땅벌, 쌍살벌 등을 포함한 의미로 사용하기도 한다. (반대로 영어 등에는 한국어의 "벌"에 1:1로 대응되는 단일한 단어가 없다.)